# Storring Sogn
Storring Sogn er et sogn i Skanderborg Provsti (Århus Stift).
I 1800-tallet var Stjær Sogn og Galten Sogn annekser til Storring Sogn. Alle 3 sogne hørte til Framlev Herred i Aarhus Amt. Storring-Stjær-Galten sognekommune blev ved kommunalreformen i 1970 kernen i Galten Kommune, der ved strukturreformen i 2007 indgik i Skanderborg Kommune.
I Storring Sogn ligger Storring Kirke.
I sognet findes følgende autoriserede stednavne:
- Gammelgård (ejerlav, landbrugsejendom)
  - Sandgravvold
- Høver (bebyggelse, ejerlav)
- Stejlehøj (areal)
- Storring (bebyggelse, ejerlav)